# チェン・カンタイ
チェン・カンタイ（陳觀泰、1945年9月24日 - ）は香港の映画スター。広東省出身。1960年代末に東南アジア国際武術大会で優勝し、映画界入りした。香港でも著名な“本当にカンフーのできる映画スター”のひとりである。
1971年に『上海ドラゴン英雄拳』、1972年の『嵐を呼ぶドラゴン』にて一躍、ショウ・ブラザーズの看板アクションスターとなる。張徹監督の影響を大きく受けており、『鐵馬騮』、『上海灘大亨』などでは監督も努めた。
1980年代以降は、口ひげを蓄えた悪役俳優としての印象を強める。

## 出演
- 上海ドラゴン英雄拳（1971年）
- 復讐ドラゴン 必殺拳（1972年）
- 四騎士（1972年）
- 嵐を呼ぶドラゴン（1972年）
- ブラッド・ブラザース 刺馬（1973年）
- 水滸伝 杭州城決戦（1973年）
- マジッククンフー神打拳（1975年）
- 空とぶギロチン（1975年）
- ワンス・アポン・ア・タイム 英雄少林拳（1976年）
- 少林虎鶴拳（1978年）
- 残酷復讐拳（1978年）
- 地獄のニンジャ軍団・クノイチ部隊（1981年）
- レディ・ニンジャ/セクシー武芸帳（1981年）
- レスリー・チャンの神鳥英雄伝（1983年）
- 狼達の挽歌（1984年）
- 上海13（1984年）
- かちこみ!ドラゴン・タイガー・ゲート（2006年）
- 殺人犯（2009年）
- 燃えよ!じじぃドラゴン 龍虎激闘（2010年）
- 処刑剣 14BLADES（2010年）